# Microtus richardsoni
L'arvicola nordamericana (Microtus richardsoni DeKay, 1842) è la più grande arvicola del continente. È diffusa negli Stati Uniti nord-occidentali e nelle regioni meridionali del Canada occidentale. In passato questo animale era considerato un membro del genere Arvicola, ma recentemente alcuni esami molecolari hanno dimostrato che è più strettamente imparentata con le specie nordamericane di Microtus.
Questi animali sono ricoperti di pelo color grigio-bruno o rosso-bruno, ma le regioni inferiori sono sempre grigie. I grandi piedi posteriori permettono loro di essere eccellenti nuotatori. Il corpo è lungo 25 cm, la coda ne misura 8 e il peso si aggira sui 110 g.
Si possono trovare nei prati alpini o semi-alpini in vicinanza dell'acqua. Si nutrono di erba, foglie, radici e semi, ma possono mangiare anche piccoli invertebrati. Le arvicole acquatiche americane e canadesi scavano tane collegate con i corsi d'acqua. Durante l'inverno, vivono sotto la neve.
Le femmine partoriscono due volte all'anno nidiate composte da due a otto piccoli ciascuna.
Sono animali attivi durante tutto l'anno. Le loro gallerie spesso sbucano in prossimità dell'acqua o nell'acqua stessa. Vivono frequentemente in colonie.